# Добронравов, Иван Фёдорович
 Ива́н Фёдорович Добронра́вов (род. 2 июня 1989, Воронеж, СССР) — российский киноактёр. Стал широко известен после участия в драме режиссёра Андрея Звягинцева «Возвращение», снятой в 2003 году при поддержке телеканала «РЕН ТВ» и получившей гран-при Венецианского кинофестиваля — «Золотой лев». Выпускник Щукинского училища (курс Ю. Б. Нифонтова).

## Семья
- Отец — актёр Фёдор Викторович Добронравов — снимался вместе со своим сыном в сериале «Кадетство» в роли отца суворовца Перепечко. В российско-украинском телевизионном сериале «Сваты 4» Иван Добронравов в роли милиционера задерживает Ивана Будько, которого сыграл его отец. Также Фёдор Добронравов снимался в кинофильме «Мамы» в роли отца Ивана.
- Мать — Ирина Добронравова, работала воспитателем в детском саду.
- Старший брат — актёр Виктор Добронравов.
- Жена — Анна Добронравова (свадьба состоялась 24 декабря 2017 года[1]).
- Дочь — Вероника Ивановна Добронравова (род. 2018)[2].

## Фильмография

### Роли в фильмах
- 2003 — Возвращение — Иван, младший брат
- 2009 — Короткое замыкание — сапожник
- 2010 — Перемирие — Егор Матвеев
- 2011 — Дом — Андрей Шаманов
- 2011 — Связь вещей — он (короткометражный)
- 2012 — День Победы (короткометражный)
- 2012 — Чемпионы из подворотни — Бодя
- 2012 — Иуда — Матфей
- 2012 — Мамы (новелла «Парашют») — Пётр
- 2013 — Гагарин. Первый в космосе — Борис Волынов
- 2014 — Лабиринты судьбы — Пашка
- 2015 — Москва Мама Монреаль — Антон (короткометражный)
- 2016 — Страна чудес — Саша, жених
- 2016 — Человек из будущего
- 2017 — Не мой (короткометражный) — Вадим
- 2017 — Ладонь (короткометражка) — Сева
- 2018 — Купи меня — Миша
- 2018 — Атака мертвецов: Осовец — подпоручик Котлинский
- 2020 — Кто-нибудь видел мою девчонку? — Толик
- 2020 — От печали до радости — Пашка Трифонов
- 2020 — Показалось (короткометражка) — Александр Аксёнов
- 2020 — Золотой папа — Дуванов
- 2021 — Еврей — Смолов
- 2021 — Яблоня (короткометражка) — сын Серёжи
- 2022 — Бессмертные — Городецкий в молодости
- 2022 — За нас с вами — Олег Рутковский, аспирант
- 2022 — Микулай — Иван

### Роли в телесериалах
- 2001 — Искатели — Вениамин Грушин
- 2002 — Тайга. Курс выживания — Максим
- 2006 — Кадетство. 1 сезон — суворовец Андрей Леваков
- 2010 — Сваты 4 — милиционер, задерживавший Ивана Будько
- 2011 — Ялта-45 — Рябец («Рябчик»), чистильщик обуви, бандит-диверсант
- 2012 — Бедные родственники — Михаил Бондарев
- 2013 — Страсти по Чапаю — Алексей Никонов, красноармеец
- 2013 — Кремень. Освобождение
- 2013 — Легенды о Круге — Матвей Жжёнов
- 2013 — Свиридовы — Иван Свиридов
- 2013 — Любовь на миллион — Олег Шишкин
- 2014 — Екатерина — Пимен
- 2015 — Метод — Павлик Толмачёв
- 2015 — Бегущая от любви — Дима (роль второго плана)
- 2016 — Выйти замуж за Пушкина — Паша Суриков, муж Нади
- 2017 — Охота на дьявола — Андрей Алексеевич Кольцов, лингвист-репетитор
- 2018 — Вольная грамота — Борис
- 2018 — Вокально-криминальный ансамбль — Паша «Паштет» (барабанщик группы)
- 2020 — Мятеж — Воронов, следователь ВЧК
- 2021 — Теория вероятности (Игрок) — Артём, математик
- 2022 — Предпоследняя инстанция — Дачник в молодости
- 2022 — УГРОза: Трепалов и Кошелёк
- 2022 — Нулевой пациент — Иван
- 2022 — Начальник разведки — Захар Назаров
- 2022 — Райцентр — Вася
- 2023 — Стрим — Михаил Викторович, трудовик
- 2023 — Вика-ураган — Алексей («Карлсон»)
- 2024 — Лихие — Кефир
- 2024 — Комбинация — афганец
- 2025 — Этерна — отец Герман

## Театр
Театр Антона Чехова
- 2014 — «Забор» (по пьесе Н. Фостера, режиссёр Леонид Трушкин) — Дрю[3]
- 2019 — «На посадку» (по пьесе А. Н. Островского «На всякого мудреца довольно простоты», режиссёр Леонид Трушкин) — Егор Глумов[4]. Номинант премии «Звезда Театрала» за лучшую мужскую роль.

Продюсерский центр «Фёдор Добронравов»
- 2017 — «Чудики» по мотивам рассказов Василия Шукшина (реж. Александр Назаров)

Театр «Кашемир»
- 2023 — «Москва-Петушки» по поэме Венедикта Ерофеева (реж. Фёдор Малышев) - Веничка

## Критика
После выхода в свет фильма Андрея Звягинцева «Возвращение», получившего пять призов Венецианского кинофестиваля, включая гран-при — «Золотого льва», про героя Ивана Добронравова писали, что в этом «круглолицем упрямце обитает мужская воля». В картине Светланы Проскуриной «Перемирие» актёр создал иной образ: «У Егора — кроткие глаза отрока Варфоломея. Собой хорош, простодушен и доверчив по-детски».

## Награды
- Победа в номинации «Лучший актёр» (совм. с К. Лавроненко и В. Гариным) на Международном кинофестивале в Хихоне (Испания) за роль в фильме «Возвращение»[7].
- Лауреат Открытого российского кинофестиваля «Кинотавр» в номинации «Лучшая мужская роль» (2010 год, фильм «Перемирие»)[8].